# Thomas Bibb
Thomas Bibb, född 8 maj 1783 i Amelia County, Virginia, död 20 september 1839 i Mobile, Alabama, var en amerikansk politiker (demokrat-republikan). Han var bror till William Wyatt Bibb.
Alabama blev delstat år 1819, samma år som USA drabbades av en ekonomisk kris, 1819 års panik (Panic of 1819). William Wyatt Bibb valdes till guvernör men föll från hästrygg en kort tid efter att ha tillträtt ämbetet som delstatens guvernör och avled senare i skadorna. Den nya delstaten hade ingen viceguvernör och Thomas Bibb, som var talman i delstatens senat, fick efterträda sin bror som guvernör.
Thomas Bibb ställde inte upp i guvernörsvalet 1821 och efterträddes som guvernör av Israel Pickens. Han var fortsättningsvis aktiv i delstatspolitiken och tjänstgjorde i slutet av 1820-talet som bankdirektör. Bibb avled 1839 och gravsattes på Maple Hill Cemetery i Huntsville.